# 永村俊朗
永村 俊朗（ながむら としろう、1957年5月7日 - ）は、日本の検察官、公証人。福岡高等検察庁刑事部長、京都地方検察庁次席検事、徳島地方検察庁検事正等を歴任した。

## 人物・経歴
熊本県出身。中央大学法学部卒業。パロマ湯沸器死亡事故などを担当し、福岡高等検察庁刑事部長を経て、2013年京都地方検察庁次席検事。2015年徳島地方検察庁検事正。2016年川口公証役場公証人。